# Verno Phillips
Verno Phillips est un boxeur bélizien né le 29 novembre 1969 à Belize City.

## Carrière
Il devient champion du monde des poids super-welters WBO entre 1993 et 1995 puis champion IBF en 2004 et en 2008 aux dépens de Cory Spinks (victoire aux points par décision partagée le 27 mars).
Phillips préfère renoncer à son titre IBF pour affronter Paul Williams dans le cadre d'un championnat du monde par intérim des super-welters WBO. Il perd par arrêt de l'arbitre au 8e round le 29 novembre 2008 puis met un terme à sa carrière de boxeur professionnel.